# Alice Braga Moraes
Alice Braga Moraes (São Paulo, 15 d'abril de 1983) és una actriu brasilera. Ha aparegut en diverses pel·lícules brasileres i, més notablement, com a Angélica el 2002 al film Cidade de Deus i com a Karina el 2005 a Lower City. També ha protagonitzat pel·lícules de Hollywood com Sóc llegenda (2007), Repo Men, Predators (ambdós 2010), El ritu (2011) i Elysium (2013).

## Biografia
Alice Braga Moraes va créixer en una família catòlica. La seva relació amb el món del cinema li va venir a una edat primerenca. La seva mare, Ana Braga, i tia, Sonia Braga, són actrius, i Alice Braga sovint les va acompanyar a les filmacions. Va començar la seva carrera en anuncis i obres escolars. El seu primer anunci fou de iogurt quan tenia vuit anys. Com a adolescent va començar funcions en televisió i pel·lícules. Parla portuguès, espanyol i anglès.

## Carrera professional
El 1998, Alice Braga va debutar en un curt-metratge portuguès, Trampolim. El seu llançament es produeix el 2002 amb el paper d'Angélica en el film Cidade de Deus, per quin va rebre el premi a la millor actriu secundària al Grande Prêmio do Cinema Brasileiro. Després va aparèixer a un parell pel·lícules americanes Lower city (2005) i Only Gid knows (2006). Va participar en Carandiru, Outras Histórias, un popular programa televisiu brasiler. Braga va fer el seu debut amb llengua anglesa el 2006 amb els actors Brendan Fraser, Mos Def i Catalina Sandino Moreno a Journey To The End Of The Night, premiat al 5è Festival de Cinema de Tribeca. El 2007, Braga va ser llançada amb Will Smith a Sóc Llegenda i al drama Crossing over amb Harrison Ford, Ray Liotta i Ashley Judd.
Ella també ha aparegut en la pel·lícula de 2008 de David Mamet, Redbelt, amb Chiwetel Ejiofor. Braga va interpretar Beth en la pel·lícula de ciència-ficció Repo Men. També ha interpretat a Isabelle a Depredators d'Antal Nimrod., el qual va ser filmat i produït per Troublemaker Estudis i Robert Rodriguez. El 2013, Braga va aparèixer com a Frey Santiago en el film Elysium de Neill Blomkamp. El 2014 protagoñitzà a Eva en la pel·lícula dramàtica brasilera Muitos Homens Num Só, i a Vania en el western mexicà El Ardor, en el film argentí Latitudes i com a Alice Taylor a Kill Me Three Times de Kriv Stenders.
Braga protagonitzarà Queen of the South, sèrie dramàtica produïda per USA Network, una adaptació de la novel·la d'Arturo Perez-Reverte, La Reina del Sur. Això suposarà la primera participació d'Alice Braga a una sèrie de televisó dels EUA. Anteriorment va participar en televisió en dues parts d'una sèrie no anglesa.

## Filmografia

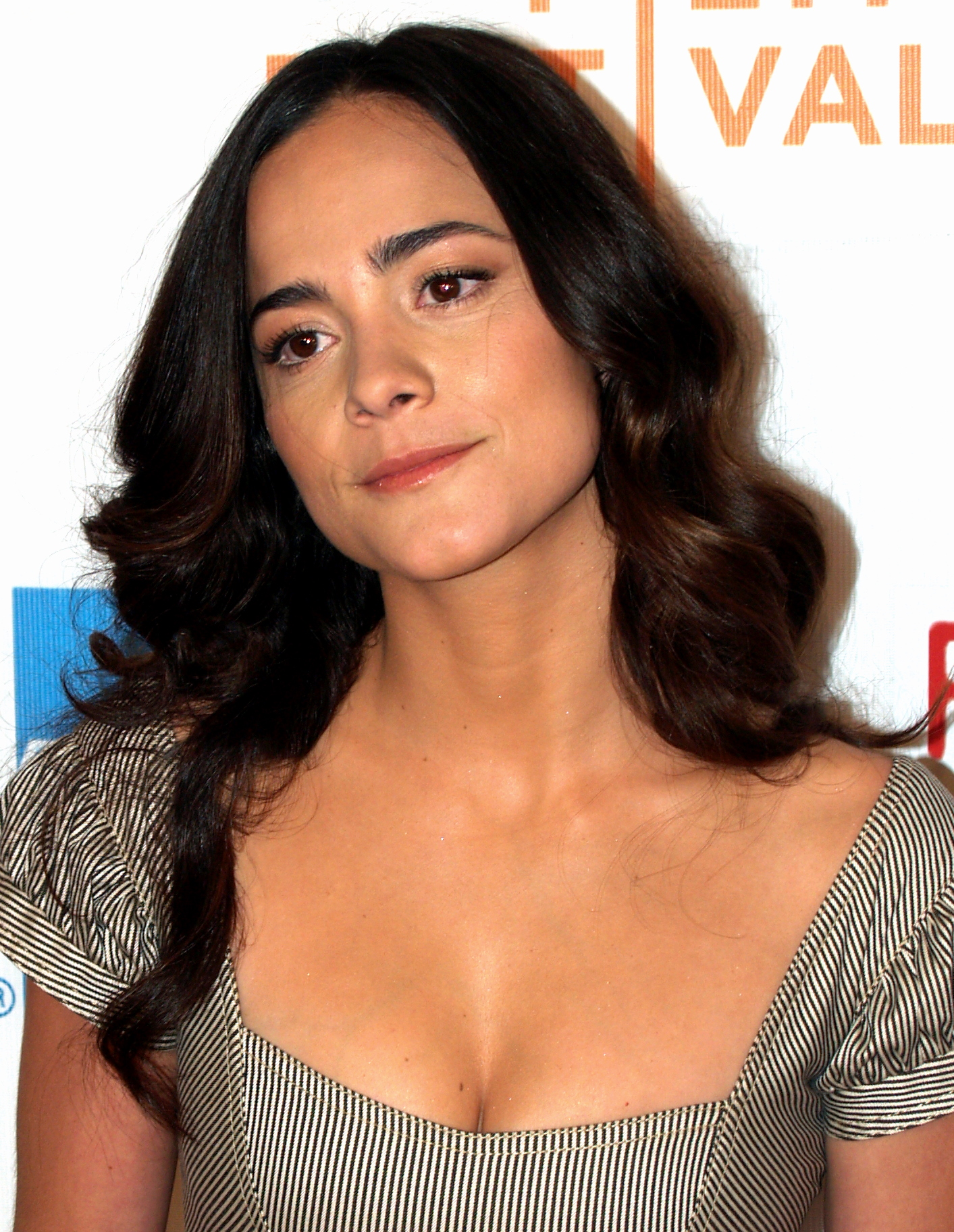
Braga Al 2008 Tribeca Festival de cinema

| Any  | Títol                               | Interpretació            | Notes                           |
| ---- | ----------------------------------- | ------------------------ | ------------------------------- |
| 1998 | Trampolim                           | Cláudia                  | Curtmetratge                    |
| 2002 | Cidade de Deus                      | Angélica                 |                                 |
| 2005 | Lower City                          | Karina                   |                                 |
| 2005 | Carandiru, Outras Histórias         | Vânia                    | Sèrie de televisió              |
| 2006 | Only God Knows                      | Dolores                  |                                 |
| 2006 | Journey to the End of the Night     | Monique                  |                                 |
| 2006 | Drained                             | Cambrera                 |                                 |
| 2007 | A Via Láctea                        | Júlia                    |                                 |
| 2007 | Rummikub                            | Filha paulista           | Curtmetratge                    |
| 2007 | Sóc llegenda                        | Anna Montez              |                                 |
| 2008 | Redbelt                             | Sondra Terry             |                                 |
| 2008 | Ensaio sobre a Cegueira ó Blindness | Dona amb ulleres fosques |                                 |
| 2009 | Crossing Over                       | Mireya Sanchez           |                                 |
| 2009 | Cabeça a Prêmio                     |                          |                                 |
| 2010 | Repo Men                            | Beth                     |                                 |
| 2010 | Predators                           | Isabelle                 |                                 |
| 2011 | El ritu                             | Angelina Vargas          |                                 |
| 2012 | As Brasileiras                      | Mirtes                   | Episodi: "A Indomável do Ceará" |
| 2012 | On the Road                         | Terry                    |                                 |
| 2012 | Cidade de Deus - 10 Anos Depois     | Ella mateixa             |                                 |
| 2013 | Elysium                             | Frey Santiago            |                                 |
| 2014 | Latitudes                           | Olivia                   |                                 |
| 2014 | The ardor                           | Vania                    |                                 |
| 2014 | Kill Me Three Times                 | Alice Taylor             |                                 |
| 2015 | By Way of Helena                    | Marisol                  | postproducció                   |
| 2016 | The Shack                           |                          |                                 |

## Premis i nominacions
| Any  | Premi                                              | Categoria                | Pel·lícula              | Resultat   |
| ---- | -------------------------------------------------- | ------------------------ | ----------------------- | ---------- |
| 2005 | Verona Love Screens Film Festival                  | millor actriu            | Cidade Baixa            | Guanyadora |
| 2005 | Festival de cinema internacional do Rio de Janeiro | millor actriu            | Cidade Baixa            | Guanyadora |
| 2005 | Prêmio Contigo                                     | millor actriu            | Cidade Baixa            | Guanyadora |
| 2005 | Miami International Film Festival                  | millor actriu            | Cidade Baixa            | Guanyadora |
| 2007 | Grande Prêmio do Cinema Brasileiro                 | millor actriu            | Cidade Baixa            | Guanyadora |
| 2008 | Festival de cinema brasiler de Toronto             | millor actriu            | A Via Láctea            | Guanyadora |
| 2008 | Black Reel Awards                                  | millor actriu secundària | Ensaio sobre a Cegueira | Guanyadora |
| 2009 | Festival de Paulinia                               | Golden girl              | Ensaio sobre a Cegueira | Guanyadora |
| 2009 | Festival de cinema internacional do Rio de Janeiro | millor actriu            | Cabeça a Prêmio         | Guanyadora |
| 2010 | Festival de cinema de Punta del Este               | millor actriu            | Cabeça a Prêmio         | Guanyadora |